# Dunlap (Illinois)
Pour les articles homonymes, voir Dunlap.
Dunlap est un village situé au centre-est du comté de Peoria dans l'Illinois, aux États-Unis,. Il est incorporé le 25 avril 1952.

## Démographie
Lors du recensement de 2010, le village comptait une population de 1 386 habitants. Elle est estimée, en 2016, à 1 412 habitants.

### Source de la traduction
- (en) Cet article est partiellement ou en totalité issu de l’article de Wikipédia en anglais intitulé « Dunlap, Illinois » (voir la liste des auteurs).